# Засурский сельсовет
Засурский сельсовет — сельское поселение в Лунинском районе Пензенской области Российской Федерации.
Административный центр — село Засурское.

## История
Статус и границы сельского поселения установлены Законом Пензенской области от 2 ноября 2004 года № 690-ЗПО «О границах муниципальных образований Пензенской области».

## Население
| 2002 | 2010 | 2012 | 2013 | 2014 | 2015 | 2016 |
| ---- | ---- | ---- | ---- | ---- | ---- | ---- |
| 1058 | ↘798 | ↘792 | ↗798 | ↘781 | ↘773 | ↘758 |
| 2017 | 2018 | 2021 |      |      |      |      |
| ↘722 | ↘692 | ↘592 |      |      |      |      |

## Состав сельского поселения
| № | Населённый пункт | Тип населённого пункта       | Население |
| - | ---------------- | ---------------------------- | --------- |
| 1 | Екатериновка     | село                         | ↘122      |
| 2 | Засурское        | село, административный центр | ↘652      |
| 3 | Карауловка       | деревня                      | ↘11       |
| 4 | Чертеим          | село                         | ↘13       |